# Joan Fuster Bonnin
Pour les articles homonymes, voir Fuster.
Ne doit pas être confondu avec Joan Fuster.
Joan Fuster Bonnin (né en 1870 et décédé en 1943 à Palma de Majorque) est un peintre espagnol.

## Biographie
Il est le fils d'un commerçant de matériel de pêche. Il fit ses débuts à l'école des Beaux-Arts puis à l'atelier de Ricardo Anckerman. Il fut un des peintres les plus actifs, prolifiques et brillants de la première moitié du XXe siècle. Il eut la force de progresser dans son art et, bien que cela était peu commun pour l'époque, il fit de sa peinture son métier.
En 1894, il commença à être exposé à Palma puis, deux ans plus tard, participa à l'Exposition générale des Beaux-Arts de Barcelone avec d'autres artistes comme O’Neille, Anckerman, Antoni Ribas, et où il reçut de très bonnes critiques.
Mais en ce début de siècle, il s'intéressa davantage à la nature, sans toutefois délaisser les portraits et l'art figuratif. Il prêta attention au renouveau artistique qui se développait sur l'île de Majorque et s'intéressa à toutes les innovations artistiques, aux côtés d'Antonio Gelabert – en qui l'on pouvait voir l'influence primaire de l'école d'Anckerman –, d'Eliseo Meifren, d'Anglada Camarasa, de William Degouve et de Santiago Russinyol, et se mua progressivement en pionnier de ce renouvellement.
Il était particulièrement proche de Santiago Rusiñol, de William Degouve et de Juan Mir qui l'initièrent au trait catalan moderne, à l'usage de pigments chromatiques ou aux nouveaux thèmes de prédilection. Entre 1908 et 1909, il commença à se lier d'amitié avec le peintre français Henri Brugnot. Il reçut des conseils d'Eliseo Meifren lors du séjour de ce dernier à Majorque entre 1907 et 1910. Ce dernier était très proche des impressionnistes français.
À partir de 1914, il se mit à imiter Anglada Camarasa puis changea de courant dans les années 1930 en prenant Guillem Bergnes pour modèle.
En ce qui concerne son style impressionniste réaliste, il est proche de celui de Miquel Forteza, un autre Majorquin.
Il construisit sa « patte » en commençant par s'intéresser principalement aux espaces ouverts, étendus et éclairés, se passionnant pour la nature, la lumière et la palette de couleurs de son île. Il en vint à déclarer au journal El Día le 15 août 1928 : « Il va de l'intérêt de tous les Majorquins, sans aucun distinction, de défendre notre paysage car il est notre essence. Nous ne pouvons laisser passer aucun occasion qui se présente à nous pour le mettre en valeur, pour l'affirmer et le scander autant que possible. Nous nous devons de tout mettre à profit pour que, précisément des paysages majorquins, découlent des jours de prospérité et de bien-être pour toute l'île. »
Son travail engendra un nombre important d'exposition : trente expositions individuelles eurent lieu à Palma, à Port Mahon, à Bilbao, à Barcelone ou à Buenos Aires, et participa à nombre d'expositions collectives aussi bien à Madrid ou à Barcelone qu'à Munich et à Marseille, où il gagna la médaille d'or. Il reçut de nombreuses autres distinctions.
Gaspar Sabater dit de lui que « sa palette a saisi l'île dans son intégralité, [et] son chevalet a été posé sur la partie la plus escarpée de la montagne majorquine. »
« Fuster a de la force, la bonne intuition et, pour cela, il nous beaucoup de promesses qu'il faut recueillir. » Gaspar Terrassa.
« Joan Fuster a transmis une part de son âme dans son œuvre et à transmis au public son ressenti. » Manuel Cirer.

## Principales expositions
- Exposition nationale des Beaux-Arts de Madrid (1899, 1901, 1904, 1906, 1908, 1926)
- Exposition d'art de Barcelone (1898, 1907, 1921)
- Exposition nationale de peinture, sculpture et architecture de Madrid (1910, 1912, 1917)
- Exposition internationale de Marseille (1903)
- Exposition internationale de Munich (1913)
- Exposition Witcomb de Buenos Aires (1929)

## Distinctions
- Médaille d'argent de l'Exposition baléare de Soller (1887)
- Médaille d'or de l'Exposition internationale de Marseille (1903)
- Mentions d'honneur à l'Exposition nationale des Beaux-Arts de Madrid (1904, 1906)

## Hommages et expositions posthumes
- Cercle des Beaux-Arts de Palma (1945)
- Galerie Quint (1947)
- Exposition pour célébrer son centenaire (1970)
- Salle capitulaire de La Cartuja (1970)
- Sa Llonja (1995)
- Exposition collective « Serra de Tramuntana » au siège de l'UNESCO à Paris (2015)